# Superbike-VM 2016
Superbike-VM 2016 arrangeras av Internationella motorcykelförbundet. Världsmästerskapet avgörs över 13 omgångar (26 heat). Säsongen inleddes den 27 februari i Australien och avslutas den 30 oktober i Qatar. Världsmästare blev britten Jonathan Rea på Kawasaki som försvarade sin VM-titel från 2015. Kawasaki vann också konstruktörsmästerskapet.

## Tävlingskalender och heatsegrare
Tidigare år har båda heaten körts på söndagen. Säsongen 2016 kördes heat ett på lördag och heat två på söndag.
| Datum    | Bana           | Vinnare heat 1        | Märke                 | Vinnare heat 2        | Märke                 |
| -------- | -------------- | --------------------- | --------------------- | --------------------- | --------------------- |
| 27-28/2  | Phillip Island | Jonathan Rea          | Kawasaki              | Jonathan Rea          | Kawasaki              |
| 12-13/3  | Chang          | Jonathan Rea          | Kawasaki              | Tom Sykes             | Kawasaki              |
| 2-3/4    | Aragón         | Chaz Davies           | Ducati                | Chaz Davies           | Ducati                |
| 16-17/4  | Assen          | Jonathan Rea          | Kawasaki              | Jonathan Rea          | Kawasaki              |
| 30/4-1/5 | Imola          | Chaz Davies           | Ducati                | Chaz Davies           | Ducati                |
| 14-15/5  | Sepang         | Tom Sykes             | Kawasaki              | Nicky Hayden          | Honda                 |
| 28-29/5  | Donington      | Tom Sykes             | Kawasaki              | Tom Sykes             | Kawasaki              |
| 18-19/6  | Misano         | Jonathan Rea          | Kawasaki              | Jonathan Rea          | Kawasaki              |
| 9-10/7   | Laguna Seca    | Jonathan Rea          | Kawasaki              | Tom Sykes             | Kawasaki              |
| 23-24/7  | Monza          | Deltävlingen inställd | Deltävlingen inställd | Deltävlingen inställd | Deltävlingen inställd |
| 17-18/9  | Lausitz        | Chaz Davies           | Ducati                | Jonathan Rea          | Kawasaki              |
| 1-2/10   | Magny-Cours    | Chaz Davies           | Ducati                | Chaz Davies           | Ducati                |
| 15-16/10 | Jerez          | Chaz Davies           | Ducati                | Chaz Davies           | Ducati                |
| 29-30/10 | Losail         | Chaz Davies           | Ducati                | Chaz Davies           | Ducati                |

## Mästerskapsställning
Slutlig mästerskapsställning efter 26 heat.
1. Jonathan Rea, 498 p. Klar världsmästare efter 25 heat.
2. Tom Sykes, 447 p.
3. Chaz Davies, 445 p.
4. Michael van der Mark, 267 p.
5. Nicky Hayden, 248 p.
6. Jordi Torres, 213 p.
7. Davide Giugliano, 197 p.
8. Leon Camier, 168 p.
9. Xavi Forés, 151 p.
10. Lorenzo Savadori, 150 p.
11. Sylvain Guintoli, 141 p.
12. Alex Lowes, 131 p.
13. Alex de Angelis, 96 p.
14. Joshua Brookes, 89 p.
15. Román Ramos, 89 p.
16. Markus Reiterberger, 82 p.
17. Anthony West, 64 p.
18. Karel Abraham, 33 p.
19. Niccolò Canepa, 30 p.
20. Leon Haslam, 16 p.
21. Raffaele De Rosa, 16 p.
22. Matteo Baiocco, 12 p.

Inalles 35 förare tog VM-poäng.

## Startlista
Provisorisk startlista:
| Startlista                         | Startlista  | Startlista             | Startlista | Startlista           | Startlista |
| Team                               | Konstruktör | Motorcykel             | Nr         | Förare               |            |
| ---------------------------------- | ----------- | ---------------------- | ---------- | -------------------- | ---------- |
| Kawasaki Racing Team               | Kawasaki    | Kawasaki ZX-10R        | 1          | Jonathan Rea         |            |
| Kawasaki Racing Team               | Kawasaki    | Kawasaki ZX-10R        | 66         | Tom Sykes            |            |
| MV Agusta Reparto Corse            | MV Agusta   | MV Agusta 1000 F4      | 2          | Leon Camier          |            |
| Aruba.it Racing – Ducati           | Ducati      | Ducati 1199 Panigale R | 7          | Chaz Davies          |            |
| Aruba.it Racing – Ducati           | Ducati      | Ducati 1199 Panigale R | 34         | Davide Giugliano     |            |
| Grillini Racing Team               | Kawasaki    | Kawasaki ZX-10R        | 9          | Dominic Schmitter    |            |
| Grillini Racing Team               | Kawasaki    | Kawasaki ZX-10R        | 16         | Josh Hook            |            |
| Team Tóth                          | Yamaha      | Yamaha YZF-R1          | 10         | Imre Tóth            |            |
| Team Tóth                          | Yamaha      | Yamaha YZF-R1          | 56         | Péter Sebestyén      |            |
| Pedercini Racing                   | Kawasaki    | Kawasaki ZX-10R        | 11         | Saeed Al Sulaiti     |            |
| Pedercini Racing                   | Kawasaki    | Kawasaki ZX-10R        | 20         | Sylvain Barrier      |            |
| Barni Racing Team                  | Ducati      | Ducati 1199 Panigale R | 12         | Javier Forés         |            |
| IodaRacing Team                    | Aprilia     | Aprilia RSV4 1000 F    | 15         | Alex de Angelis      |            |
| IodaRacing Team                    | Aprilia     | Aprilia RSV4 1000 F    | 32         | Lorenzo Savadori     |            |
| Milwaukee BMW                      | BMW         | BMW S1000RR            | 17         | Karel Abraham        |            |
| Milwaukee BMW                      | BMW         | BMW S1000RR            | 25         | Josh Brookes         |            |
| Althea BMW Racing Team             | BMW         | BMW S1000RR            | 21         | Markus Reiterberger  |            |
| Althea BMW Racing Team             | BMW         | BMW S1000RR            | 81         | Jordi Torres         |            |
| Pata Yamaha Official WorldSBK Team | Yamaha      | Yamaha YZF-R1          | 22         | Alex Lowes           |            |
| Pata Yamaha Official WorldSBK Team | Yamaha      | Yamaha YZF-R1          | 50         | Sylvain Guintoli     |            |
| Team Goeleven                      | Kawasaki    | Kawasaki ZX-10R        | 40         | Román Ramos          |            |
| Honda World Superbike Team         | Honda       | Honda CBR1000RR SP     | 60         | Michael van der Mark |            |
| Honda World Superbike Team         | Honda       | Honda CBR1000RR SP     | 69         | Nicky Hayden         |            |
| VFT Racing                         | Ducati      | Ducati 1199 Panigale R | 61         | Fabio Menghi         |            |

| Färgnyckel        | Färgnyckel |
| ----------------- | ---------- |
| Ordinarie förare  |            |
| Wildcardförare    |            |
| Ersättningsförare |            |